# Metalaeospira clansmani
Metalaeospira clansmani är en ringmaskart som beskrevs av Vine 1977. Metalaeospira clansmani ingår i släktet Metalaeospira och familjen Serpulidae.
Artens utbredningsområde är havet kring Nya Zeeland. Inga underarter finns listade i Catalogue of Life.